# Bob Binn
Bob Binn est un personnage de fiction, journaliste photographe, créé par Édouard Aidans (dessin) et André-Paul Duchâteau (scénario), qui anime d'abord les pages de jeux du Journal de Tintin avant de vivre ses propres aventures en bandes dessinées.
Les bandes dessinées de la série sont inédites en albums.

## Contexte
La fin des années 50 et le début des années 60 sont pour le journal de Tintin une période marquée par la création de nombreuses nouvelles séries : paraissent ainsi Spaghetti, Strapontin, Oumpah-Pah (avec chaque fois René Goscinny au scénario), Jack Diamond, Pirates d’eau douce, Rouly-la-Brise, Clifton, Le dossier vert, Rock Derby, La Famille Trotinet, Flamme d'Argent et Bob Binn.
Depuis 1956, Édouard Aidans a rejoint le journal. Il y dessine d’abord quelques illustrations puis, dans l’esprit des histoires de l’oncle Paul chez Spirou, il réalise des récits historiques de 4 pages, le plus souvent sous la direction d’Yves Duval, avant de lancer sa première histoire à suivre : Le dossier vert.
L’arrivée d’André-Paul Duchâteau a lieu en décembre 1958. Il anime des enquêtes de Ric Hochet avec Tibet au dessin. À ce stade, il ne s’agit que d’énigmes d’une ou deux pages dans lesquelles le lecteur doit trouver la solution et, de temps à autre, un récit complet de 4 planches avec le même héros. Fin 1960, il n’y aura eu que trois récits complets.
Duchâteau et Aidans animent donc deux pages de jeu sous le patronage d’un nouveau personnage : Bob Binn. Au physique, ce photographe de presse ressemble quelque peu à Modeste.
Cette série policière comique s’inscrit dans la lignée des créations de l’époque. Des épisodes de 30 planches, le plus souvent en bichromie, avec une trame réaliste mais traitée de manière humoristique, secondée par un dessin à tonalité comique dans le style qualifié depuis des « gros nez »[réf. souhaitée].
Le succès grandissant de Ric Hochet amène Duchâteau à délaisser la série, Acar prenant le relais.

## Épisodes
À noter que les épisodes parus dans Tintin Sélection correspondent grosso modo à une demi-planche classique.
| Épisode | Épisode                                    | Nombre de pages | Scénario             | Dessin         | Prépublication       | Prépublication | De           | À            | Résumé |
| N°      | Titre                                      | Nombre de pages | Scénario             | Dessin         | Périodiques          | Pays           | De           | À            | Résumé |
| ------- | ------------------------------------------ | --------------- | -------------------- | -------------- | -------------------- | -------------- | ------------ | ------------ | ------ |
| 1       | Bob Binn contre... XYZ                     | 30              | André-Paul Duchâteau | Édouard Aidans | le Journal de Tintin | Belgique       | 1960 (no 36) | 1960 (no 50) |        |
| 2       | La course aux millions                     | 30              | André-Paul Duchâteau | Édouard Aidans | le Journal de Tintin | Belgique       | 1961 (no 14) | 1961 (no 28) |        |
| 3       | Bob Binn et l'ombre du chevalier           | 30              | Jacques Acar         | Édouard Aidans | le Journal de Tintin | Belgique       | 1963 (no 15) | 1963 (no 29) |        |
| 4       | Photo au finish!                           | 4               | Jacques Acar         | Édouard Aidans | le Journal de Tintin | Belgique       | 1963 (no 48) | 1963 (no 48) |        |
| 5       | Perles à gogo                              | 4               | Jacques Acar         | Édouard Aidans | le Journal de Tintin | Belgique       | 1964 (no 1)  | 1964 (no 1)  |        |
| 6       | Le défi du rédac-chef                      | 2               | Jacques Acar         | Édouard Aidans | le Journal de Tintin | Belgique       | 1964 (no 10) | 1964 (no 10) |        |
| 7       | Du neuf dans l'œuf!                        | 4               | Jacques Acar         | Édouard Aidans | le Journal de Tintin | Belgique       | 1964 (no 12) | 1964 (no 12) |        |
| 8       | Esprit d'équipe                            | 4               | Jacques Acar         | Édouard Aidans | le Journal de Tintin | Belgique       | 1964 (no 19) | 1964 (no 19) |        |
| 9       | En piste!                                  | 4               | Jacques Acar         | Édouard Aidans | le Journal de Tintin | Belgique       | 1964 (no 23) | 1964 (no 23) |        |
| 10      | La bobine de Bob Binn                      | 4               | Jacques Acar         | Édouard Aidans | le Journal de Tintin | Belgique       | 1964 (no 29) | 1964 (no 29) |        |
| 11      | Attention à la peinture!                   | 4               | Jacques Acar         | Édouard Aidans | le Journal de Tintin | Belgique       | 1964 (no 35) | 1964 (no 35) |        |
| 12      | La B.A. de B.B.                            | 4               | Jacques Acar         | Édouard Aidans | le Journal de Tintin | Belgique       | 1964 (no 44) | 1964 (no 44) |        |
| 13      | Salade d'automates                         | 4               | Jacques Acar         | Édouard Aidans | le Journal de Tintin | Belgique       | 1965 (no 10) | 1965 (no 10) |        |
| 14      | L'affaire des marchands de tapis           | 4               | Jacques Acar         | Édouard Aidans | le Journal de Tintin | Belgique       | 1964 (no 44) | 1964 (no 44) |        |
| 15      | Achille s'en mêle                          | 6               | Jacques Acar         | Édouard Aidans | le Journal de Tintin | Belgique       | 1965 (no 36) | 1965 (no 36) |        |
| 16      | Sous les drapeaux                          | 6               | Jacques Acar         | Édouard Aidans | le Journal de Tintin | Belgique       | 1964 (no 40) | 1964 (no 40) |        |
| 17      | Série noire en 45 tours                    | 6               | Jacques Acar         | Édouard Aidans | le Journal de Tintin | Belgique       | 1965 (no 45) | 1965 (no 45) |        |
| 18      | Vols d'essais                              | 5               | Édouard Aidans       | Édouard Aidans | le Journal de Tintin | Belgique       | 1967 (no 6)  | 1967 (no 6)  |        |
| 19      | Point de poids pour Bob Binn               | 5               | Édouard Aidans       | Édouard Aidans | le Journal de Tintin | Belgique       | 1968 (no 49) | 1964 (no 35) |        |
| 20      | Bob Binn et le roi de la tarte aux fraises | 12              | Hachel               | Édouard Aidans | Tintin Sélection     | France         | 1970 (no 6)  | 1970 (no 6)  |        |
| 21      | Ancetre et vieux tableaux                  | 26              | Édouard Aidans       | Édouard Aidans | Tintin Sélection     | France         | 1975 (no 28) | 1975 (no 28) |        |
| 22      | Le fou du ballon rond                      | 20              | Lamquet, Domino      | Édouard Aidans | Tintin Sélection     | France         | 1975 (no 29) | 1975 (no 29) |        |
| 23      | La pelle et la pègre                       | 22              | Lamquet, Domino      | Édouard Aidans | Tintin Sélection     | France         | 1976 (no 30) | 1976 (no 30) |        |
| 24      | Mister Sprout                              | 16              | Lamquet              | Édouard Aidans | Tintin Sélection     | France         | 1977 (no 34) | 1977 (no 34) |        |